# Jemen i olympiska sommarspelen 1992
Jemen deltog i de olympiska sommarspelen 1992 med en trupp, men ingen av landets deltagare erövrade någon medalj.

## Friidrott
Herrarnas 800 meter
- Anwar Mohamed
  - Heat — 1:52,71 (→ gick inte vidare, 47:e plats)

Herrarnas 5 000 meter
- Husein Saleh Joaim
  - Heat — startade inte (→ gick inte vidare, 62:e plats)

Herrarnas 10 000 meter
- Kghalid Al-Estashi
  - Heat — 30:49,58 (→ gick inte vidare, 48:e plats)